# Cesare Merzagora
Cesare Merzagora (Milà, 9 de novembre 1898 - Roma, 1 de maig de 1991) fou un polític i financer italià. Fou ministre d'afers exteriors italià de 1947 a 1948 en el govern d'Alcide De Gasperi. Fou president del Senat del 25 de juny de 1953 a 7 de novembre de 1967. De 1948 al 1963 fou elegit senador independent adscrit a la Democràcia Cristiana, tot i ser un ateu reconegut. El 1963 fou nomenat senador vitalici pel president Antonio Segni. Del 19 d'agost al 29 de desembre de 1964, durant la greu malaltia i dimissió del President de la República italiana Antonio Segni, fou president interí i president del Senat fins a l'elecció del successor. També fou President d'Assicurazioni Generali de 1968 a 1979.